# Прііду Бейер
Прііду Бейер (ест. Priidu Beier, псевдоніми: Матті Могучі, П'єр Безухов; *16 жовтня 1957, Тарту) — естонський поет та викладач. Він видав декілька збірок поезії, є членом Естонської спілки письменників та Естонської літературної спілки.

## Біографія
Прііду Бейер народився 16 жовтня 1957 року в Тарту. В 1984–1990 роках від був керівником відділу педагогічного мистецтва а Тартуському художньому музеї. В 2007 році в Тарту він презентував збірку поезії Kerti Tergem. Як повідомляє видання Tartu Postimees Бейер живе неначе монах. Він викладає історію мистецтва в гімназії Хуґо Треффнера в Тарту.

## Вибрані роботи
- Vastus (1986)
- Tulikiri (1989)
- Mustil päevil (1991)
- Femme fatale (1997)
- Maavalla keiser (2000)
- Saatmata kirjad (2007)